# J. Edward Hungerford
J. Edward Hungerford (25 febbraio 1883 – Los Angeles, 25 aprile 1964) è stato uno sceneggiatore statunitense attivo all'epoca del muto che nella sua carriera appare come soggettista o sceneggiatore in almeno un'ottantina di pellicole.

## Filmografia
- His Chance to Make Good, regia di Otis B. Thayer - cortometraggio (1912)
- Under Suspicion, regia di Oscar Eagle - cortometraggio (1912)
- Bread Upon the Waters, regia di Oscar Eagle - cortometraggio (1912)
- The Voice of Warning, regia di Hardee Kirkland - cortometraggio (1912)
- A Man Among Men - cortometraggio (1912)
- The Clue, regia di Hardee Kirkland - cortometraggio (1913)
- The Lesson, regia di Oscar Eagle - cortometraggio (1913)
- Nobody's Boy - cortometraggio (1913)
- The Constable's Daughter, regia di Frank Cooley - cortometraggio (1915)
- Yankee Doodle Dixie, regia di Henry McRae - cortometraggio (1913)
- Tommy's Atonement, regia di Hardee Kirkland - cortometraggio (1913)
- A Wise Old Elephant, regia di Colin Campbell - cortometraggio (1913)
- A Wise Old Elephant, regia di Colin Campbell - cortometraggio (1913)
- That Mail Order Suit, regia di William Duncan - cortometraggio (1913)
- Love in the Ghetto, regia di Oscar Eagle - cortometraggio (1913)
- A Flurry in Hats, regia di Harry A. Pollard - cortometraggio (1914)
- When the Circus Came to Town, regia di Colin Campbell - cortometraggio (1913)
- The Law and the Outlaw, regia di William Duncan - cortometraggio (1913)
- The Broken Vase, regia di Hardee Kirkland - cortometraggio (1913)
- Dorothy's Adoption - cortometraggio (1913)
- The Girl and the Greaser, regia di Lorimer Johnston - cortometraggio (1913)
- Granddaddy's Boy, regia di Norval MacGregor - cortometraggio (1913)
- When Father Craved a Smoke - cortometraggio (1913)
- Pietro the Pianist, regia di E.A. Martin - cortometraggio (1913)
- On the Breast of the Tide, regia di Colin Campbell - cortometraggio (1914)
- Italian Love, regia di Harry A. Pollard - cortometraggio (1914)
- The Renegade's Vengeance, regia di William Duncan - cortometraggio (1914)
- A Flurry in Hats, regia di Harry A. Pollard - cortometraggio (1914)
- Teaching Father a Lesson, regia di Norval MacGregor - cortometraggio (1914)
- Bombarded, regia di Harry Jackson - cortometraggio (1914)
- A Modern Samson, regia di Preston Kendall - cortometraggio (1914)
- Mein Lieber Katrina Catches a Convict, regia di Thomas Ricketts - cortometraggio (1914)
- A Joke on Jane, regia di Harry A. Pollard - cortometraggio (1914)
- An Up-to-Date Courtship, regia di Charles M. Seay - cortometraggio (1914)
- All on Account of a Jug, regia di Tom Ricketts - cortometraggio (1914)
- Nearly a Widow, regia di Ashley Miller - cortometraggio (1914)
- Susie's New Shoes, regia di Harry A. Pollard - cortometraggio (1914)
- Caught in a Tight Pinch, regia di Harry A. Pollard - cortometraggio (1914)
- His Faith in Humanity, regia di Sydney Ayres - cortometraggio (1914)
- Twins and Trouble, regia di Charles M. Seay - cortometraggio (1914)
- The Loyalty of Jumbo, regia di E.A. Martin - cortometraggio (1914)
- In a Prohibition Town, regia di Charles M. Seay - cortometraggio (1914)
- Seth's Sweetheart, regia di Charles Ransom - cortometraggio (1914)
- In the Open, regia di Sydney Ayres - cortometraggio (1914)
- Jenks and the Janitor, regia di Charles M. Seay - cortometraggio (1914)
- A Millinery Mix-Up, regia di Charles M. Seay - cortometraggio (1914)
- Cupid and a Dress Coat - cortometraggio (1914)
- Out of the Darkness, regia di Thomas Ricketts - cortometraggio (1914)
- The Terrible Trunk - cortometraggio (1915)
- Mrs. Cook's Cooking, regia di Frank Cooley - cortometraggio (1915)
- The Constable's Daughter, regia di Frank Cooley - cortometraggio (1915)
- That Heavenly Cook - cortometraggio (1915)
- In the Mansion of Loneliness, regia di Frank Cooley - cortometraggio (1915)
- Her Country Cousin, regia di Charles Ransom - cortometraggio (1915)
- Seen Through the Make-Up, regia di Charles Ransom - cortometraggio (1915)
- When the Fire Bell Rang, regia di Frank Cooley - cortometraggio (1915)
- A Lucky Loser, regia di Will Louis - cortometraggio (1915)
- Nearly a Scandal, regia di Charles Ransom - cortometraggio (1915)
- Up in the Air, regia di Will Louis - cortometraggio (1915)
- Nearly a Prize Fighter - cortometraggio (1915)
- Love and Labor, regia di John Steppling - cortometraggio (1915)
- The Spirit of Adventure, regia di B. Reeves Eason - cortometraggio (1915)
- In Leopard Land, regia di Tom Santschi - cortometraggio (1915)
- His Wife's Sweetheart, regia di Will Louis - cortometraggio (1915)
- Revelation, regia di Arthur Maude (1916)
- The Overcoat, regia di Rae Berger (1916)
- The Man from Manhattan, regia di Jack Halloway (1916)
- The Trail of the Thief, regia di  Tom Ricketts - cortometraggio (1916)
- Soul Mates
- The Highest Bid, regia di William Russell (1916)
- The Private Banker, regia di Tom Santschi - cortometraggio (1916)
- The Strength of Donald McKenzie, regia di Jack Prescott e William Russell (1916)
- The Man Who Would Not Die, regia di Jack Prescott, William Russell (1916)
- Youth's Endearing Charm, regia di William C. Dowlan (1916)
- The Torch Bearer, regia di Jack Prescott e William Russell (1916)
- Trouble for Four, regia di John S. Robertson - cortometraggio (1916)
- The Devil's Assistant, regia di Harry A. Pollard (1917)
- Betty and the Buccaneers, regia di Rollin S. Sturgeon (1917)
- The Driftin' Kid, regia di Albert Russell - cortometraggio (1921)
- The Trigger Trail, regia di Edward Laemmle - cortometraggio (1921)
- The Midnight Raiders, regia di Edward Laemmle - cortometraggio (1921)
- Crossed Clues, regia di William James Craft - cortometraggio (1921)
- Range Rivals, regia di Edward Laemmle - cortometraggio (1921)